# Condado de Biandrina
El condado de Biandrina es un título nobiliario español creado el 15 de agosto de 1599 , en Italia, por el rey Felipe III a favor de Alonso de Idiáquez de Butrón y Múgica, I duque de Ciudad Real, I conde de Aramayona, I marqués de San Damián, virrey y capitán general de Navarra, capitán general de Milán, etc.

## Condes de Biandrina
|                                 | Titular                                            | Periodo                 |
| Creación por Felipe III         | Creación por Felipe III                            | Creación por Felipe III |
| ------------------------------- | -------------------------------------------------- | ----------------------- |
| I                               | Alonso de Idiáquez de Butrón y Múgica              | 1599-1618               |
| II                              | Juan Alonso de Idiáquez de Butrón y Múgica         | 1618-1653               |
| III                             | Francisco Alonso de Idiáquez y Álava               | 1653-1687               |
| IV                              | Francisco de Idiáquez y Borja Aragón               | 1687-1687               |
| V                               | Juana María de Idiáquez y Borja Aragón             | 1687-1712               |
| VI                              | María Antonia Pimentel Idiáquez de Butrón y Múgica | 1712- 1728              |
| VII                             | Ana María de Orozco y Villeda                      | 1728-1750               |
| VIII                            | Joaquín Antonio Osorio Orozco y Manrique de Lara   | 1750-1782               |
| IX                              | Benito Osorio Orozco y Lasso de la Vega            | 1782-1819               |
| Rehabilitación por Alfonso XIII |                                                    |                         |
| X                               | Vicente de Urrutia y Errasti                       | 1914-1937               |
| XI                              | Vicente de Urrutia y Benítez                       | 1941-1946               |
| XII                             | Alejandro Manso de Zúñiga y Churrruca              | 1952-                   |
| XIII                            | Ricardo de Tejada y Manso de Zúñiga                | 1975-1992               |
| XIV                             | Diego de Tejada y Manso de Zúñiga                  | 1992-2000               |
| XV                              | Ricardo Duque de Estrada y Herrero                 | 2000-actual titular     |

## Historia de los condes de Biandrina
- Alonso de Idiáquez de Butrón y Múgica (San Sebastián, 14 de febrero de 1565-Milán, 27 de septiembre de 1618),[2] I conde de Biandrina, I duque de Ciudad Real, (originalmente duca di Cittá-Reale), I conde de Aramayona, (originalmente "«condado del Valle de Aramayona»"), I marqués de San Damián y gobernador y capitán general de Guipúzcoa.[2] Era hijo único de Juan de Idiáquez, comendador mayor de León y consejero de los reyes Felipe II y de Felipe III, y de su esposa Mencía Manrique Butrón y Múgica.[2]

Casó, en 1589, con Juana de Robles y San Quintín, hija de Gaspar de Robles, comendador de Horcajo en la Orden de Santiago, y de Juana de San Quintín, señora de la Baronía de Velli en Artois. Le sucedió su único vástago:
- Juan Alonso de Idiáquez de Butrón y Múgica (Milán, 1597-26 de noviembre de 1653), II conde de Biandrina,[3] II duque de Ciudad Real, II marqués de San Damián, II conde de Aramayona y gobernador y capitán general de Galicia.[3]

Casó, en 1613, con Ana María de Álava y Guevara (m. 1623), II condesa de Triviana, hija de Mariana Vélez Ladrón de Guevara y Orbea, I condesa de Triviana, y de su esposo, Carlos de Álava. Le sucedió su hijo:
- Francisco Alonso de Idiáquez y Álava (Valladolid, 10 de junio de 1620-30 de septiembre de 1687), III conde de Biandrina,[4] III duque de Ciudad Real, III marqués de San Damián, III conde de Aramayona y virrey de Aragón (1664-1667) y de Valencia (1675-1678).[3]

Casó en 1654, siendo su segundo marido, con Francisca de Borja y Aragón, VII princesa de Esquilache  y IV condesa de Mayalde. Le sucedió su hijo:
- Francisco de Idiáquez y Borja Aragón, IV conde de Biandrina, IV duque de Ciudad Real, IV marqués de San Damián, IV conde de Aramayona, VIII príncipe de Esquillache, V conde de Mayalde, VII conde de Simari, ballestero mayor de Vizcaya, caballero de la Orden de Montesa y gentilhombre de cámara del rey Carlos II de España.[4]

Casó con Francisca Niño de Guzmán y Porres, IV condesa de Villaumbrosa. Sin descendientes, le  sucedió su hermana:
- Juana María de Idiáquez y Borja Aragón (m. 11 de agosto de 1712), V condesa de Biandrina,[4] V duquesa de Ciudad Real, V marquesa de San Damián, V condesa de Aramayona, VI condesa de Mayalde, VIII condesa de Simari y IX princesa de Esquilache.[4]

Casó en primeras nupcias con Antonio Pimentel de Ibarra, IV marqués de Taracena. Contrajo un segundo matrimonio con Manuel Pimentel y Zúñiga, VI marqués de Mirabel, V marqués de Malpica, VI marqués de Povar, III conde de Berantevilla. Sin sucesión de este matrimonio. Le sucedió, de su primer matrimonio, su hija única:
- María Antonia Pimentel Idiáquez de Butrón y Múgica (Madrid, 29 de agosto de 1685-Bruselas, 8/9 de agosto de 1728), VI condesa de Biandrina,[4] VI duquesa de Ciudad Real, VI marquesa de San Damián, VI condesa de Aramayona, marquesa de Paller, V marquesa de Taracena, VII condesa de Mayalde, IX condesa de Simari, condesa de Ficallo, condesa de Barrica, X princesa de Esquilache.[4] A su muerte el principado de Esquilache, revirtió a la Corona de Sicilia.

Casó, en 1701, en primeras nupcias, con Luis Melchor de Borja y Aragón, conde de Zagra, conde del Zenete, sin descendientes. En segundas nupcias, casó con Carlo Turinetti, conde de Castiglione. Sin descendientes, le sucedió su parienta:
- Ana María de Orozco y Villeda (1711-1750), VII condesa de Biandrina, VII duquesa de Ciudad Real, VII marquesa de San Damián, VII condesa de Aramayona, condesa de Barrica, V marquesa de Mortara, IV marquesa de Olías, V marquesa de Zarreal, V condesa de Lences, VIII condesa de Triviana, vizcondesa de Olías y vizcondesa de Villerías.  Era hija de Francisco de Orozco y Zapata, IV marqués de Mortara, III marqués de Olías y IV marqués de Zarreal, y de su esposa, Isabel de Villela y Vega de Álava, hija de Antonio Joaquín de Villela e Idiáquez-Butrón y Múgica, V conde de Triviana, III conde de Lences, y III Vizcondado de Villerías —hijo de Isabel Idiáquez-Butrón y Álava, IV condesa de Triviana e hija de Juana Idiáquez-Butrón y Álava, hermana del III conde de Biandrina, casada con Pedro de Villela y Zorrilla, I condado de Lences y I vizconde de Villerías— y de su esposa, Teresa de Vega y Menchaca, de la Casa de Grajal.[5]

Casó con Vicente Osorio y Vega, quinto hijo de Manuel Pérez Osorio Vega Enríquez de Guzmán, VI marqués de Montaos, VIII conde de Grajal, IX conde de Fuensaldaña, y de Josefa Antonia de Guzmán y Spínola. Le sucedió su hijo:
- Joaquín Antonio Osorio y Orozco Manrique de Lara (1734-1782), VIII conde de Biandrina,[6] VIII duque de Ciudad Real, VI marqués de Mortara, V marqués de Olías, VI marqués de Zarreal, VIII marqués de San Damián, VI conde de Lences, VIII conde de Triviana, VIII conde de Aramayona y VI vizconde de Villerías.[6]

Casó con Rafaela Lasso de la Vega y Sarmiento, hija de Luis Lasso de la Vega y Córdoba, II duque del Arco. Le sucedió su hijo único:
- Benito Osorio Orozco y Lasso de la Vega (m. 1819), IX conde de Biandrina,[6] IX duque de Ciudad Real, VII marqués de Mortara, VI marqués de Olías, VI marqués de Zarreal, IX marqués de San Damián, VII conde de Lences, IX conde de Aramayona, IX conde de Triviana y VII vizconde de Villerías.[6]

Casó en primeras nupcias, en 1795, con María Paula de Mena y Benavides. Sin descendientes. Contrajo un segundo matrimonio con Josefa de Carroz Centelles Catalá de Valeriola, III duquesa de Almodóvar del Río, VII condesa de Canalejas. Sin descendientes. El título cayó en el olvido hasta que fue:
Rehabilitado en 1924 por Alfonso XIII para
- Vicente de Urrutia y Errasti (fusilado por las tropas republicanas en Paracuellos del Jarama en 1937[7]), X conde de Biandrina[8] y diputado por Lugo 1914-1916.

Casó con María Benítez de Zafra y Cueto. Le sucedió, en 1941, su hijo:
- Vicente de Urrutia y Benítez, XI conde de Biandrina.[9]

Por sentencia judicial de la Sala 2ª de lo Civil de la Audiencia Territorial de Madrid, de 28 de junio de 1946, este título pasó a:
- Alejandro Manso de Zúñiga y Churruca (n. en 1900), XII conde de Biandrina.[9][10] Era hijo de Víctor Cruz Manso de Zúñiga y Enrile, caballero de la Orden de Carlos III, y de su esposa Carmen Churruca Murga.

Casó con Pilar Puig y Palau. Le sucedió su sobrino, hijo de su hermana, Blanca Manso de Zúñiga y Churruca y de Lorenzo de Tejada y Olave:
- Ricardo de Tejada y Manso de Zúñiga (1925-1987), XIII conde de Biandrina.[11]

Le sucedió su hermano
- Diego de Tejada y Manso de Zúñiga, XIV conde de Biandrina.[12]

En 2000 se manda anular la orden de concesión del título de 1991, en la persona de Diego de Tejada y Manso de Zúñiga y otorgarlo a:
- Ricardo Duque de Estrada y Herrero (n. en 1965), actual XV conde de Biandrina[13] y conde de la Vega de Sella. Hijo de Ricardo Duque de Estrada y Tejada, VIII marqués de Canillejas, conde de la Vega de Sella y de Paz Herrero Cuervo.

Casó con Macarena Sáinz de Vicuña y Primo de Rivera.